# Johann Michael Franz (Geograph)
Johann Michael Franz (auch Frantz; * 14. September 1700 in Öhringen; † 1761 in Nürnberg) machte sich um die Geographie in Deutschland verdient.
Franz studierte zusammen mit Johann Christoph Homann (1703–1730), dem Sohn von Johann Baptist Homann (1664–1724), an der Universität Halle, wo sie Vorlesungen bei Christian Wolff hörten. Er führte 1730 nach J. Chr. Homanns Tod zusammen mit Johann Georg Ebersperger (1695–1760) die Landkartenofficin unter dem Namen „Homännische Erben“ weiter. 1759 verkaufte er seinen Anteil am Homann-Verlag an seinen jüngeren Bruder Jacob Heinrich Franz (1713–1769).
1755 wurde er Professor in Göttingen. Im selben Jahr wurde er zum außerordentlichen Mitglied der Göttinger Akademie der Wissenschaften gewählt.
1746 gründete Franz zusammen mit Tobias Mayer und Georg Moritz Lowitz die „Cosmographische Gesellschaft“.
Er war verheiratet mit Juliana Sophia Maria Jlin (* 18. Juli 1716 in Wiedersbach).

## Werke
- Kurtze Nachricht von dem Homännischen grossen Landkarten-Atlas, nebst einer Verzeichniß aller Landkarten welche bißdaher in der Homännischen Officin zum Vorschein gekommen. Homännische Erben, Nürnberg 1741.
- Homännischer Bericht von Verfertigung grosser Welt-Kugeln. Homännische Erben, Nürnberg 1746. (Digitalisat)
- Homannische Vorschlaege von den noethigen Verbesserungen der Weltbeschreibungs-Wissenschaft und eine disfals bey der homannischen Handlung zu errichtenden neuen Academie. Fleischmann, Nürnberg 1747. (Digitalisat)
- Der deutsche Staatsgeographus: mit allen seinen Verrichtungen, Höchsten und Hohen Herren Fürsten und Ständen im deutschen Reiche nach den Grundsätzen der kosmographischen Gesellschaft vorgeschlagen von den dirigierenden Mitgliedern der kosmographischen Gesellschaft. Krauß, Frankfurt a. M., Leipzig 1753. (Digitalisat)
- Die kosmographische Lotterie. Krauß, Frankfurt a. M., Leipzig 1753.
- Allgemeine Abbildung des Erdbodens, in zwanzig Landchärtlein, für die Anfänger in der Geographie. Homann, Nürnberg, 1764. (Digitalisat)